# Kružlov
Kružlov – wieś (obec) na Słowacji, w kraju preszowskim w powiecie Bardejów. Pierwsze wzmianki o miejscowości pochodzą z roku 1460.
Według danych z dnia 31 grudnia 2009 wieś zamieszkiwało 998 osób, w tym 507 kobiet i 491 mężczyzn.
W 2001 roku względem narodowości i przynależności etnicznej Słowacy stanowili 93,89%. 3,36% stanowili Rusini, 1,02% Ukraińcy, a 0,81% Cyganie. Dominującym wyznaniem był grekokatolicyzm, który wyznawało 67,82% populacji, 27,29% zaś to katolicy.